# Saison 7 d'Elementary
 (août 2019).
Si vous disposez d'ouvrages ou d'articles de référence ou si vous connaissez des sites web de qualité traitant du thème abordé ici, merci de compléter l'article en donnant les références utiles à sa vérifiabilité et en les liant à la section « Notes et références ».
Chronologie
Saison 6
Cet article présente les épisodes de la septième et dernière saison de la série télévisée américaine Elementary.

## Synopsis
Le célèbre détective Sherlock Holmes, venu de Londres, habite New York. Tout juste sorti d'une cure de désintoxication, il est contraint de cohabiter avec sa marraine de sobriété, le Dr Joan Watson, ancienne chirurgienne reconvertie dans l'assistanat. Les capacités d'observation et de déduction d'Holmes et l'expertise médicale de Watson aident à résoudre les affaires les plus impossibles du NYPD.

## Distribution

### Acteurs principaux
- Jonny Lee Miller (VF : Guillaume Lebon) : Sherlock Holmes
- Lucy Liu (VF : Laëtitia Godès) : Dr Joan Watson
- Jon Michael Hill (VF : Namakan Koné) : l'inspecteur Marcus Bell
- Aidan Quinn (VF : Michel Dodane) : le capitaine Thomas Gregson

### Acteurs récurrents et invités
- John Noble (VF : Patrick Messe) : Morland Holmes, le père de Sherlock (épisodes 10 et 11)
- James Frain : Odin Reichenbach (épisodes 5, 6, 9, 10, 11 et 12)
- Daniel Davis : Responsable de Krypsona (épisode 3)

## Production
CBS commande une septième saison de treize épisodes en automne 2018. La chaîne confirme en décembre qu'elle sera la dernière.

## Liste des épisodes

### Épisode 1:Beauté volée
- États-Unis /  Canada : 23 mai 2019 sur CBS / Global
- Suisse : 11 octobre 2019 sur RTS Deux
- France : 10 juin 2020 sur 6ter

- États-Unis : 4,08 millions de téléspectateurs (première diffusion)

- Ophelia Lovibond
- Saffron Burrows

### Épisode 2:Vérité explosive
- États-Unis /  Canada : 30 mai 2019 sur CBS / Global
- Suisse : 11 octobre 2019 sur RTS Deux
- France : 10 juin 2020 sur 6ter

- États-Unis : 3,78 millions de téléspectateurs (première diffusion)

### Épisode 3:Le Prix de la paix
- États-Unis /  Canada : 6 juin 2019 sur CBS / Global
- Suisse : 18 octobre 2019 sur RTS Deux
- France : 10 juin 2020 sur 6ter

- États-Unis : 3,7 millions de téléspectateurs (première diffusion)

- Daniel Davis (Responsable de Krypsona)

### Épisode 4:Tout feu, tout flamme
- États-Unis /  Canada : 13 juin 2019 sur CBS / Global
- Suisse : 18 octobre 2019 sur RTS Deux
- France : 17 juin 2020 sur 6ter

- États-Unis : 3,75 millions de téléspectateurs (première diffusion)

### Épisode 5:In vino veritas
- États-Unis /  Canada : 20 juin 2019 sur CBS / Global
- Suisse : 25 octobre 2019 sur RTS Deux
- France : 17 juin 2020 sur 6ter

- États-Unis : 3,34 millions de téléspectateurs (première diffusion)

- James Frain (Odin Reichenbach)

### Épisode 6:Tuez-les tous!
- États-Unis /  Canada : 27 juin 2019 sur CBS / Global
- Suisse : 25 octobre 2019 sur RTS Deux
- France : 24 juin 2020 sur 6ter

- États-Unis : 3,09 millions de téléspectateurs (première diffusion)

### Épisode 7:L'Effet Nocebo
- États-Unis /  Canada : 4 juillet 2019 sur CBS / Global
- Suisse : 25 octobre 2019 sur RTS Deux
- France : 24 juin 2020 sur 6ter

- États-Unis : 2,72 millions de téléspectateurs (première diffusion)

### Épisode 8:Improbable Cassie
- États-Unis /  Canada : 11 juillet 2019 sur CBS / Global
- Suisse : 1er novembre 2019 sur RTS Deux
- France : 1er juillet 2020 sur 6ter

- États-Unis : 2,9 millions de téléspectateurs (première diffusion)

### Épisode 9:Le Doux Parfum de l'herbe
- États-Unis /  Canada : 18 juillet 2019 sur CBS / Global
- Suisse : 1er novembre 2019 sur RTS Deux
- France : 1er juillet 2020 sur 6ter

- États-Unis : 2,81 millions de téléspectateurs (première diffusion)

### Épisode 10:Trash Panda
- États-Unis /  Canada : 25 juillet 2019 sur CBS / Global
- Suisse : 8 novembre 2019 sur RTS Deux
- France : 12 juin 2021 sur 6ter

- États-Unis : 2,63 millions de téléspectateurs (première diffusion)

### Épisode 11:Le Sang bleu des limules
- États-Unis /  Canada : 1er août 2019 sur CBS / Global
- Suisse : 8 novembre 2019 sur RTS Deux
- France : 12 juin 2021 sur 6ter

- États-Unis : 2,42 millions de téléspectateurs (première diffusion)

### Épisode 12:La Chute
- États-Unis /  Canada : 8 août 2019 sur CBS / Global
- Suisse : 15 novembre 2019 sur RTS Deux
- France : 12 juin 2021 sur 6ter

- États-Unis : 2,47 millions de téléspectateurs (première diffusion)

### Épisode 13:Tant que nous sommes ensemble
- États-Unis /  Canada : 15 août 2019 sur CBS / Global
- Suisse : 15 novembre 2019 sur RTS Deux
- France : 12 juin 2021 sur 6ter

- États-Unis : 2,82 millions de téléspectateurs (première diffusion)